# Alfama

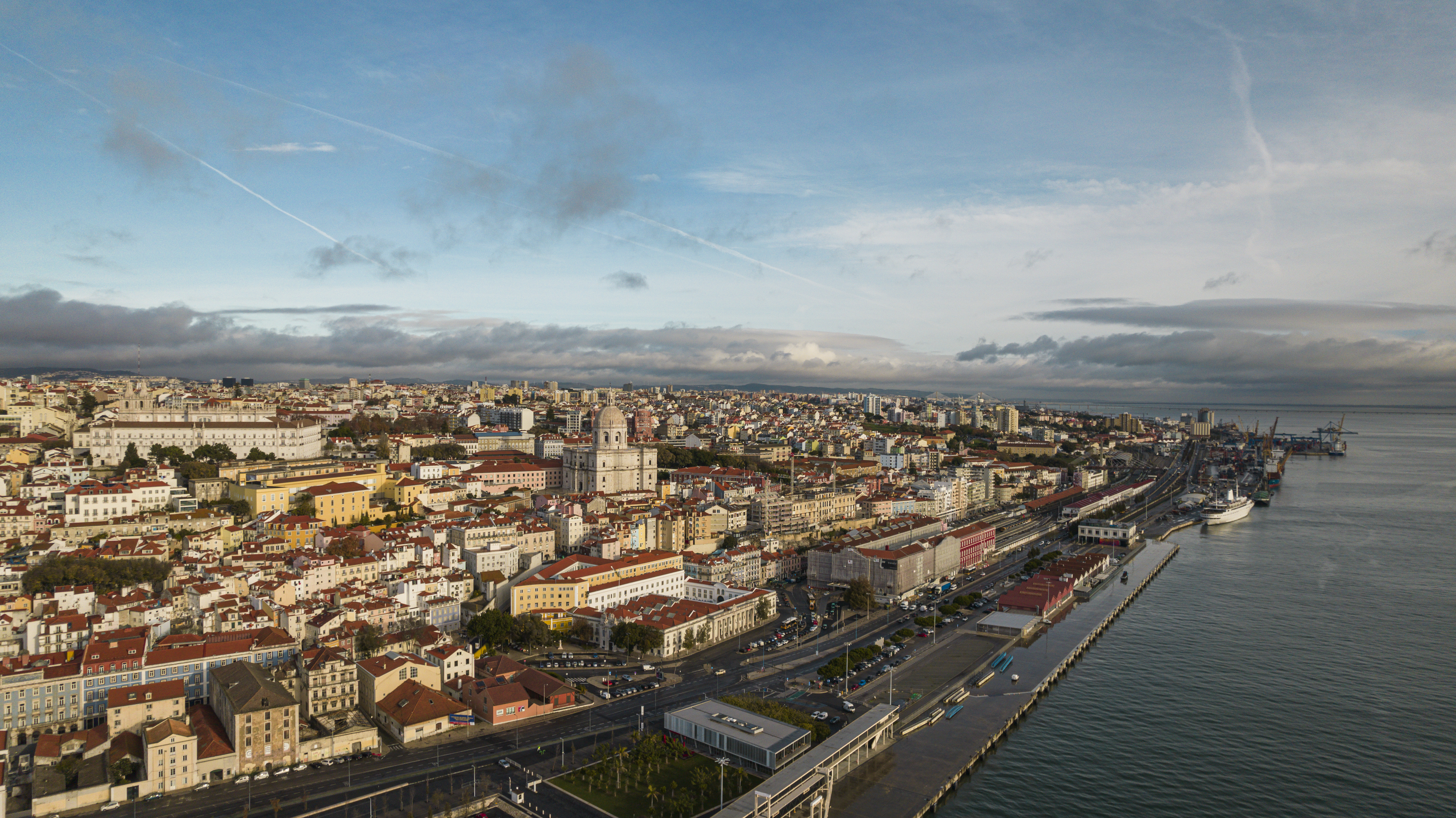
Blick auf Alfama

Alfama ([aɫ'fɐmɐ]) ist ein Stadtteil und eine ehemalige Freguesia in der portugiesischen Hauptstadt Lissabon zwischen dem Castelo de São Jorge und dem Tejoufer. Alfama, das in den heutigen Freguesias Santa Maria Maior und São Vicente liegt, ist besonders für seine zahlreichen Sehenswürdigkeiten wie das Panteão Nacional und das Castelo de São Jorge sowie für seine zahlreichen Restaurants und Fadolokale bekannt. Der Name „Alfama“ stammt vermutlich vom arabischen Al-hamma, was in etwa „Quellen“ oder „Bäder“ bedeutet.

## Geschichte
Zur Zeit der Mauren stellte Alfama den Stadtkern Lissabons dar, das sich erst nach und nach in Richtung Westen zur heutigen „Baixa“ ausdehnte. Dadurch, dass die reicheren Schichten ebenfalls dem Trend folgten und in Richtung Westen bis nach Belém, Algés, Estoril und Cascais zogen, verblieben vornehmlich Fischer und ärmere Schichten vor Ort. 
Alfama, das zu der Zeit das Rotlichtviertel Lissabons war, erlitt im Gegensatz zur Innenstadt beim großen Erdbeben von Lissabon 1755 kaum Schäden, sodass das enge Labyrinth von Straßen und Gassen bis in die Gegenwart erhalten geblieben ist.
Durch die in Angriff genommenen Haussanierungen nach Ende der portugiesischen Diktatur 1974 und den starken Zuzug von gastronomischen Einrichtungen wuchs die touristische Bedeutung Alfamas erheblich.

## Sehenswürdigkeiten

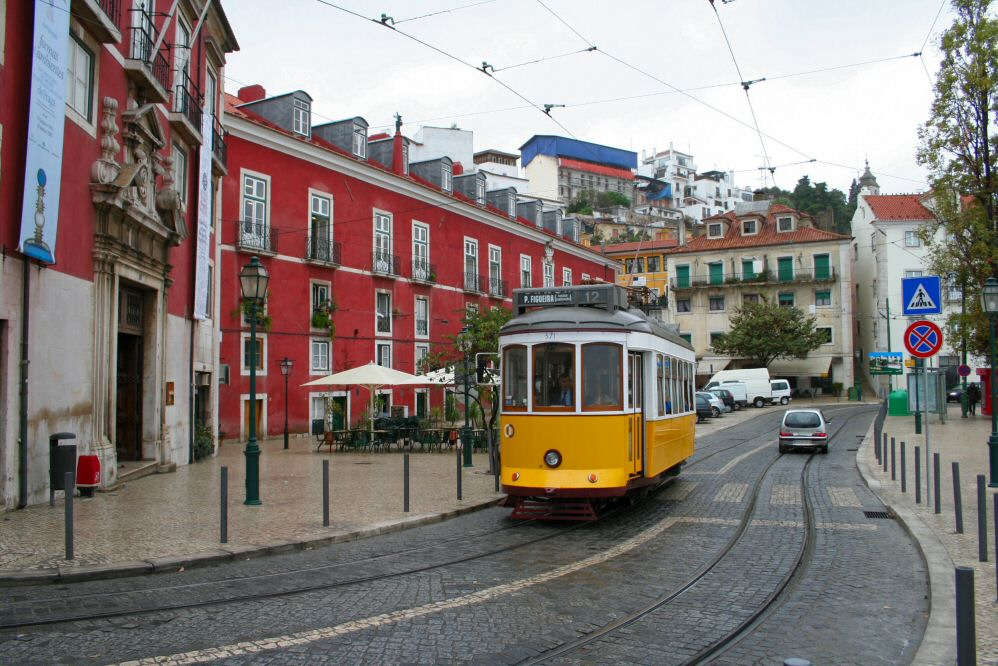
Durch Alfama führen die Linien 12E und 28E der Straßenbahn Lissabon. Links im Bild befindet sich das „Museum für dekorative Künste“.

Über Alfama thront allseits präsent das Castelo de São Jorge, in dem bis ins 16. Jahrhundert der portugiesische König residierte. An verschiedenen Punkten in Alfama bieten sich Aussichten auf den Tejo und die anderen Teile der Stadt an, sie werden Miradouros genannt. In der Nähe des Miradouro de Santa Luzia befindet sich in einem Herrenhaus aus dem 17. Jahrhundert das Museu de Artes Decorativas („Museum für dekorative Künste“). Ebenso befinden sich in Alfama die Sé, Sitz des Lissabonner Patriarchats und älteste Kirche Lissabons aus dem 12. Jahrhundert, als auch der Convento da Graça aus dem 18. Jahrhundert, das umfangreiche Kloster von São Vicente de Fora aus dem späten 16. Jahrhundert, in dem die Könige des Hauses Braganza beerdigt sind, sowie die Igreja de Santa Engrácia aus dem 17. Jahrhundert, die heute als nationales Pantheon (Panteão Nacional) für die berühmtesten Portugiesen dient.